# Estampie
|  | Estampie er også navnet på en tysk musikgruppe, se Estampie (band) |
Estampie er en middelalderlig musikform og tilhørende dans.
| Musik | Spire Denne musikartikel er en spire som bør udbygges. Du er velkommen til at hjælpe Wikipedia ved at udvide den. |